# Parafia Matki Boskiej Częstochowskiej w Zelowie
Parafia Matki Boskiej Częstochowskiej w Zelowie – parafia rzymskokatolicka znajdująca się w archidiecezji łódzkiej w dekanacie zelowskim. Nazwa parafii jest związana z kultem Matki Bożej Częstochowskiej.
Od 1 września 1947 do 1951 proboszczem parafii był ks. Józef Sulwiński.